# Schloss Deinschwang
Das Schloss Deinschwang bzw. die frühere Burg Deinschwang liegt in unmittelbarer Nähe östlich der Pfarrkirche St. Martin von Deinschwang, einem Gemeindeteil der Oberpfälzer Gemeinde Lauterhofen im Landkreis Neumarkt in der Oberpfalz, (heute Haus Deinschwang 1). Die Anlage ist unter der Aktennummer D-3-73-140-27 als Baudenkmal verzeichnet. Die Anlage wird daneben als Bodendenkmal unter der Aktennummer D-3-6634-0058 mit der Beschreibung „Archäologische Befunde im Bereich des ehem. Schlosses von Deinschwang, zuvor mittelalterliche Burg“ geführt.

## Beschreibung
Das heutige Gebäude wurde 1527 auf den Grundmauern der früheren Burg errichtet. Es ist ein einfacher, zweigeschossiger Walmdachbau mit acht bzw. drei Fensterachsen. Es wird heute als Bauernhaus verwendet. Teilstücke des mittelalterlichen Bruchsteinmauerwerkes sind am Berghang  erhalten.

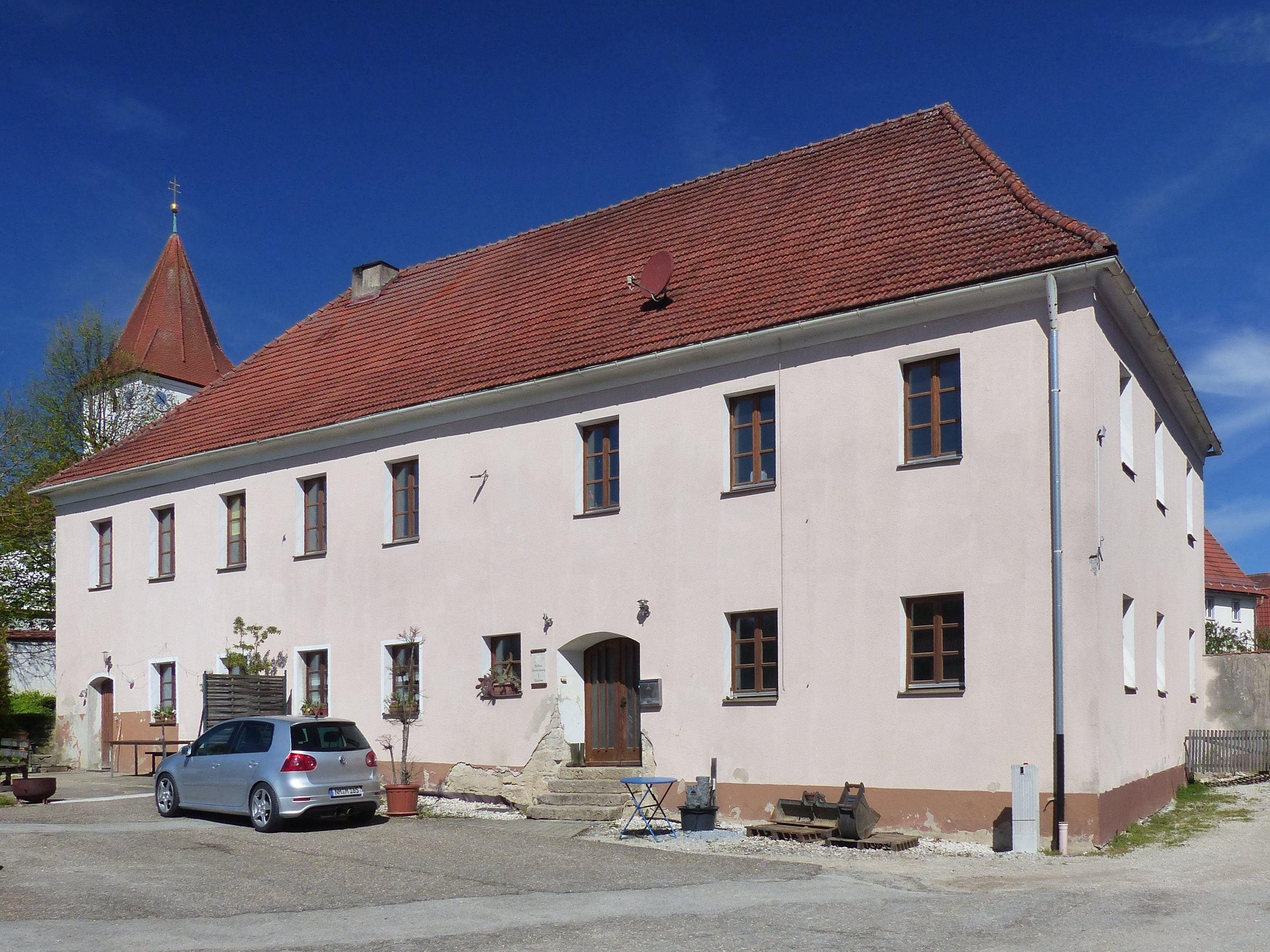
Schloss Deinschwang (2017)

## Geschichte
Die Burg war ein Geschenk von Kaiser Ludwig dem Bayern an Seyfried Schweppermann; dieser soll  auf dem Schloss gestorben sein. Ab 1344 saß sein Sohn Hartwig Schweppermann auf der Burg. Auf die Schweppermänner folgte 1356 Rüdiger Falzner, ein Nürnberger Bürger, dem Heinrich Schweppermann Dorf und Burg verkauft hatte. Am 5. März 1365 kaufte Frau Agnes, die Witwe des Rüdiger Falzners, das Gut zu Deinschwang, das die Schenken von Reicheneck von den  Schweppermännern erhalten hatten. Von Frau Falzner gelangten die Besitzungen 1372 an die Stromer von Nürnberg. Von diesen kam Deinschlag an weitere Nürnberger Patrizier, die Haller von Hallerstein und die Paumgartner. Letztere gaben 1460 Deinschwang an das Kloster Gnadenberg. 1487 kam das „Sitzlein“ durch Tausch an den Pfalzgraf Otto von Pfalz-Mosbach. 1504 wurde die Burg im Landshuter Erbfolgekrieg niedergebrannt. 1527 baute Pfalzgraf Friedrich II. hier ein Jagdschloss. 1586 wurde hier Friedrich I., der Winterkönig,  geboren.
Der Heidelberger Baumeister Johann Schoch schlug 1602 vor, einen neuen Bau aufzuführen; nähere Angaben hierzu fehlen. 1633 werden der Ort und das Schloss Deinschwang im Dreißigjährigen Krieg von schwedischen Truppen zerstört. Nach 1648 diente das wiederaufgebaute Schloss als Forstamt und dann als Bauernhof. Das Hochgericht von Deinschwang gehörte zu dem Pflegamt Haimburg.